# Serious Charge
Serious Charge , ook bekend in de Amerikaanse release als A Touch of Hell, is een Britse film uit 1959, geregisseerd door Terence Young, geproduceerd en mede geschreven door Mickey Delamar (met Guy Elmes). Het is een bewerking van een toneelstuk geschreven door Philip King. De film valt op door het filmdebuut van popzanger Cliff Richard in een kleine bijrol.

## Verhaal
Howard Phillips is de nieuwe dominee van Bellington. De dochter van de vorige dominee is geïnteresseerd in hem, maar die gevoelens zijn niet wederzijds. Na een aanvaring met een jongen wordt Howard beticht van seksuele avances.

## Rolverdeling
| Acteur           | Personage                    |
| ---------------- | ---------------------------- |
| Anthony Quayle   | Howard Phillips              |
| Sarah Churchill  | Hester Peters                |
| Andrew Ray       | Larry Thompson               |
| Irene Browne     | Mevrouw Phillips             |
| Percy Herbert    | Mijnheer Thompson            |
| Noel Howlett     | Mijnheer Peters              |
| Wensley Pithey   | Brigadier                    |
| Leigh Madison    | Mary Williams                |
| Judith Furse     | Reclasseringsambtenaar       |
| Jean Cadell      | Directrice van het armenhuis |
| Wilfrid Brambell | Koster                       |
| Olive Sloane     | Mevrouw Browning             |
| George Roderick  | Visboer                      |
| Cliff Richard    | Curley Thompson              |
| Liliane Brousse  | Michelle                     |